# Paraleuctra similis
Paraleuctra similis är en bäcksländeart som beskrevs av Tatemi Shimizu 2000. Paraleuctra similis ingår i släktet Paraleuctra och familjen smalbäcksländor. Inga underarter finns listade i Catalogue of Life.